# 1340

## أحداث
- 28 نوفمبر - جرت أحداث معركة طريف عند ريو سالادو بين القشتاليين والمرينيين أسفرت عن مذبحة للمسلمين، وتعتبر آخر معركة يشارك فيها المغاربة بشكل رسمي ومباشر في الأندلس.

## مواليد
- إليزابيث من البوسنة
- بيدرو الثاني، كونت أورغل
- جان دوق بيري جامع تحف فرنسي
- جون غونت
- مصطفي شيخ اوغلو

## وفيات
- جمال الدين ابن الحسام